# Odem (Texas)
Odem város az USA Texas államában San Patricio megyében. Lakosainak száma 2255 fő (2020. április 1.).

## Népesség
A település népességének változása:

| 2010 | 2 389 |
| 2020 | 2 255 |